# Kertonegoro (Jenggawah)
Kertonegoro is een bestuurslaag in het regentschap Jember van de provincie Oost-Java, Indonesië. Kertonegoro telt 10.971 inwoners (volkstelling 2010).